# Ancestry
Ancestry est une entreprise américaine spécialisée dans la généalogie. Elle est fondée en 1996.

## Histoire
Ancestry est fondé par Paul Brent Allen et Dan Taggart, deux diplômés de l'Université Brigham-Young, qui commencent par proposer des publications de l'Église de Jésus-Christ des saints des derniers jours sur disquettes, avant de créer le site Ancestry.com.
En 2013, Ancestry annonce l'acquisition de Find a Grave.
En août 2020, Ancestry est acquis par Blackstone pour 4,7 milliards de dollars. En février 2021, Deb Liu (en), passée par Facebook, rejoint la direction d'Ancestry. En août 2021, Ancestry rachète Geneanet, un des principaux sites internet de généalogie en France.

## Pour approfondir